# Debka
DEBKAfile (in ebraico תיק דבקה‎?) è un sito privato israeliano fondato nel 2000 specializzato in notizie di Intelligence soprattutto riguardanti il Medio Oriente.
Sovente ha dato in anticipo di giorni rispetto ai media tradizionali notizie relative al conflitto mediorientale ma anche notizie rivelatesi poi del tutto infondate come quella della portaerei cinese ormeggiata nel porto siriano di Tartus per sostenere i russo  iraniani nello sforzo bellico a favore del governo di Assad.